# Sam Chandrasena
Sam Chandrasena (* um 1935) ist ein sri-lankischer Badmintonspieler. 

## Karriere
Sam Chandrasena wurde 1959 erstmals nationaler Meister in Sri Lanka. Sechs weitere Titelgewinne folgten bis 1969. Als Funktionär war er später Präsident des nationalen Badmintonverbandes.

## Sportliche Erfolge
| Saison | Veranstaltung               | Disziplin    | Platz | Name                                |
| ------ | --------------------------- | ------------ | ----- | ----------------------------------- |
| 1959   | Sri-lankische Meisterschaft | Mixed        | 1     | Sam Chandrasena / D. M. Sach        |
| 1959   | Sri-lankische Meisterschaft | Herreneinzel | 1     | Sam Chandrasena                     |
| 1960   | Sri-lankische Meisterschaft | Mixed        | 1     | Sam Chandrasena / Namal de Silva    |
| 1961   | Sri-lankische Meisterschaft | Herreneinzel | 1     | Sam Chandrasena                     |
| 1961   | Sri-lankische Meisterschaft | Herrendoppel | 1     | Sam Chandrasena / V. Sriskandarajah |
| 1962   | Sri-lankische Meisterschaft | Herrendoppel | 1     | Sam Chandrasena / V. Sriskandarajah |
| 1965   | Sri-lankische Meisterschaft | Mixed        | 1     | Sam Chandrasena / Lucky Dharmasena  |
| 1969   | Sri-lankische Meisterschaft | Mixed        | 1     | Sam Chandrasena / Namal de Silva    |